# Pensionante del Saraceni
Pensionante del Saraceni – niezidentyfikowany włoski malarz działający w Rzymie w l. 1610-20, prawdopodobnie uczeń Carla Saraceniego, naśladowca Caravaggia.